# Heike Kamerlingh Onnes
Heike Kamerlingh Onnes (Groninga, 21 de setembro de 1853 — Leiden, 21 de fevereiro de 1926) foi um físico neerlandês. Foi pioneiro nas técnicas de refrigeração e usou-as para explorar a forma como os materiais se comportam quando resfriados a quase zero absoluto. Foi o primeiro a liquefazer o hélio. Sua produção de extremas temperaturas criogênicas levou à sua descoberta da supercondutividade em 1911: para certos materiais, resistência elétrica de repente desaparece a temperaturas muito baixas.

## Vida e obra
Heike Kamerlingh Onnes nasceu em Groningen, Holanda. Seu pai, Harm Kamerlingh Onnes, era proprietário de uma fábrica de tijolos. Sua mãe era Anna Gerdina Coers de Arnhem.
Estudou na Hoogere Burgerschool, em sua cidade natal. Em 1870, ingressou na Universidade de Gröningen, onde graduou-se candidaats (equivalente a bacharel em ciências). No ano seguinte, recebeu uma medalha de ouro em uma competição patrocinada pela Faculdade de Ciências Naturais de Utrecht. Em Heidelberg, cidade alemã, foi estudante de Gustav Bunsen e Robert Kirchhoff entre 1871 e 1873, quando ganhou a medalha de prata em um evento na Universidade de Gröningen. Em 1878, voltou a Gröningen, onde realizou o doctoraal (equivalente a mestrado em ciências). No ano seguinte, com a tese Nieuwe bewijzen voor de aswenteling der aarde (do holandês “Nova evidência para a rotação da Terra”, obteve o grau de doutor.
Entre 1882 e 1923 Onnes Kamerlingh serviu como professor de física experimental na Universidade de Leiden. Em 1904, ele fundou um grande laboratório de criogenia e convidou outros investigadores para o local, que o fez altamente considerado na comunidade científica. Hoje o laboratório é conhecido como Kamerlingh Onnes Laboratory.
Kamerlingh conseguiu, em 1908, pela primeira vez, liquefazer o hélio-4, como efeito de seus estudos de temperaturas extremamente baixa.
Já em 1911, Kamerlingh, chegou a um resultado surpreendente ao medir a resistividade de metais em baixíssimas temperaturas. Ao atingir 4,2 Kelvin (269 graus Celsius negativos), a resistência elétrica de um fio de mercúrio chegou a zero. Ou seja, pela primeira vez foi possível observar uma corrente elétrica fluir sem dissipar calor. Estava descoberta a supercondutividade.
Por seus feitos nas pesquisas sobre propriedades da matéria a baixas temperaturas e pela produção do hélio líquido, recebeu em 1913 o Nobel da Física.
Participou da 1ª, 2ª e 3ª Conferência de Solvay.
Casou-se em 1887 com Maria Adriana Wilhelmina Elisabeth Bijleveld, companheira de atividades acadêmicas e científicas. Com ela teve seu único filho, Albert. Com saúde debilitada, depois de uma curta doença, Kamerlingh faleceu em 21 de fevereiro de 1926, aos 72 anos, em Leiden, localizada na província Holanda do Sul.

## Publicações selecionadas
- Kamerlingh Onnes, H., "Nieuwe bewijzen voor de aswenteling der aarde." Ph.D. dissertation. Groningen, Netherlands, 1879.
- Kamerlingh Onnes, H., "Algemeene theorie der vloeistoffen." Amsterdam Akad. Verhandl; 21, 1881.
- Kamerlingh Onnes, H., "On the Cryogenic Laboratory at Leyden and on the Production of Very Low Temperature." Comm. Phys. Lab. Univ. Leiden; 14, 1894.
- Kamerlingh Onnes, H., "Théorie générale de l'état fluide." Haarlem Arch. Neerl.; 30, 1896.
- Kamerlingh Onnes, H., "Further experiments with liquid helium. C. On the change of electric resistance of pure metals at very low temperatures, etc. IV. The resistance of pure mercury at helium temperatures." Comm. Phys. Lab. Univ. Leiden; No. 120b, 1911.
- Kamerlingh Onnes, H., "Further experiments with liquid helium. D. On the change of electric resistance of pure metals at very low temperatures, etc. V. The disappearance of the resistance of mercury." Comm. Phys. Lab. Univ. Leiden; No. 122b, 1911.
- Kamerlingh Onnes, H., "Further experiments with liquid helium. G. On the electrical resistance of pure metals, etc. VI. On the sudden change in the rate at which the resistance of mercury disappears." Comm. Phys. Lab. Univ. Leiden; No. 124c, 1911.
- Kamerlingh Onnes, H., "On the Lowest Temperature Yet Obtained." Comm. Phys. Lab. Univ. Leiden; No. 159, 1922.